# Rozhanovce
Rozhanovce est un village de Slovaquie situé dans la région de Košice.

## Toponymie
1773 Rozgony, Roscho[no]wetz, Rozhonow, 1786 Rozgony, Roszonowecz, 1808 Rozgony, Rozgoňowce, Rozhanowce, 1863–1913 Rozgony, 1920– Rozhanovce.

## Démographie
Évolution du nombre d'habitations :
| Année             | 1828 | 1877 | 1892 | 1898 | 1900 | 1913 | 1919 | 1930 | 1940 | 1950 | 1961 | 1970 |
| Nombre de maisons | 83   | 163  | 151  | 154  | 158  | 172  | 166  | 196  | 216  | 232  | 274  | 313  |

## Histoire
Première mention écrite du village en 1270.
Le 15 juin 1312 eu lieut la bataille de Rozhanovce (hongrois : Rozgony) qui a vu la défaite de la famille Aba et de Máté Csák contre le roi Charles Robert de Hongrie grâce à l'intervention d'habitants de Košice.

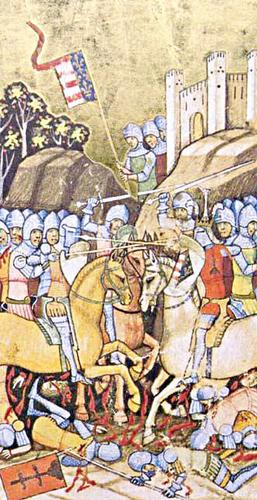
Bataille près de Rozhanovce

## Démographie

### Évolution de la population
| Année:               | 1994. | 2004.   | 2014.   | 2024.    |
| -------------------- | ----- | ------- | ------- | -------- |
| Nombre de personnes: | 2037  | 2160    | 2368    | 2632     |
| Différence:          |       | +6,03 % | +9,62 % | +11,14 % |

| Année:               | 2023. | 2024.   |
| -------------------- | ----- | ------- |
| Nombre de personnes: | 2637  | 2632    |
| Différence:          |       | -0,18 % |